# Reygade
Reygade – miejscowość i gmina we Francji, w regionie Nowa Akwitania, w departamencie Corrèze.
Według danych na rok 1990 gminę zamieszkiwały 172 osoby, a gęstość zaludnienia wynosiła 12 osób/km² (wśród 747 gmin Limousin Reygade plasuje się na 456. miejscu pod względem liczby ludności, natomiast pod względem powierzchni na miejscu 461.).